# Liste der Bodendenkmale in Wolfsburg
In der Liste der Bodendenkmale in Wolfsburg sind die Bodendenkmale der niedersächsischen kreisfreien Stadt Wolfsburg aufgeführt. Die Quelle ist der Denkmalatlas Niedersachsen.
- Bitte beachten Sie, dass diese Liste keinen Anspruch auf Vollständigkeit erhebt.
- Die Angaben ersetzen nicht die rechtsverbindliche Auskunft der zuständigen Denkmalschutzbehörde.
- Es sind nur Daten aus dem Denkmalatlas verarbeitet.
- Der Stand der Liste ist der 15. April 2025.

Wolfsburg

## Allgemein
In den Spalten finden sich folgende Informationen des Bodendenkmales:
| Lage         | geographische Koordinaten                                                           |
| Bezeichnung  | Bezeichnung lt. Denkmalatlas                                                        |
| Beschreibung | Beschreibung lt. Denkmalatlas                                                       |
| ID           | Objekt-ID                                                                           |
| Bild         | Bild, ggf. zusätzlich mit Link zu weiteren Fotos im Medienarchiv Wikimedia Commons. |

## Ehmen

### Ehmen 9
- ID:44360426
- Grabhügelfeld

| Lage                        | Bezeichnung | Beschreibung                                                                                 | ID       | Bild |
| --------------------------- | ----------- | -------------------------------------------------------------------------------------------- | -------- | ---- |
| 52° 23′ 0″ N, 10° 42′ 57″ O | Ehmen 9     | Durchmesser ca. 8 – 10 m, regelmäßig halbrund ohne Störung.                                  | 44361314 | BW   |
| 52° 23′ 1″ N, 10° 42′ 58″ O | Ehmen 10    | Durchmesser ca. 6 – 8 m, regelmäßig halbrund, oben abgeflacht.                               | 44361332 | BW   |
| 52° 23′ 2″ N, 10° 42′ 58″ O | Ehmen 11    | Durchmesser ca. 6 – 7 m, Unregelmäßig halbrund, Sandstein (Kantenlänge 40 cm) liegt obenauf. | 44361350 | BW   |
| 52° 23′ 2″ N, 10° 42′ 58″ O | Ehmen 12    |                                                                                              | 44361371 | BW   |
| 52° 23′ 3″ N, 10° 42′ 58″ O | Ehmen 13    | Durchmesser ca. 8 m, halbrund.                                                               | 44361396 | BW   |

## Hattorf
| Lage                         | Bezeichnung         | Beschreibung | ID       | Bild |
| ---------------------------- | ------------------- | --- | -------- | ---- |
| 52° 21′ 37″ N, 10° 43′ 31″ O | Hattorf 1, Landwehr | Nach Karte des Landes Braunschweig aus dem 18. Jh. verlief hier eine Landwehr. Im 18. Jh. verlief hier auch die Grenze zwischen dem Kurfürstentum Hannover und dem Herzogtum Braunschweig und später die Grenze zwischen dem Landkreis Helmstedt und der Stadt Wolfsburg. Die moderne Grenze der Stadt Wolfsburg jetzt westlich der Autobahn. Vorhanden ist ein Grenzwall mit östlich vorgelagertem Graben. Die Höhe von der Grabensohle bis zur Wallkrone beträgt ca. 0,6 m; die Gesamtbreite von Wall und Graben ca. 6 m. - Teilstück ID: 38430839 | 28927985 | BW   |

## Nordsteimke
| Lage                         | Bezeichnung                  | Beschreibung | ID       | Bild           |
| ---------------------------- | ---------------------------- | --- | -------- | -------------- |
| 52° 23′ 32″ N, 10° 49′ 47″ O | Nordsteimke 1, Großsteingrab | Rekonstruiertes Großsteingrab, ein sog. „erweiterter Dolmen“. In einem Rundhügel die kleine Steinkammer aus 5 Tragsteinen und einem mächtigen Deckstein. Eingang an der Schmalseite. Durchmesser 13 m, H. ca. 1,70 m. Die Grabung Niquet 1969 erbrachte sechs Findlinge und einen siebenten großen Block von etwa 80 Zentnern Gewicht. Ein Findling mit Inschrift steht als „Gedenkstein“ vor dem Grab. | 28928378 | Weitere Bilder |

## Wolfsburg
| Lage                        | Bezeichnung                | Beschreibung | ID       | Bild           |
| --------------------------- | -------------------------- | --- | -------- | -------------- |
| 52° 24′ 29″ N, 10° 47′ 0″ O | Wolfsburg 1, Burg Rothehof | Motte mit annähernd quadratischem Burghügel. Seitenlänge ca. 13 m. In der Hügelkuppe eine ca. 1,5 m tiefe Eingrabung, in der ein quadratisches Mauerfundament mit 4,5 m Seitenlänge (Innenkante) freigelegt ist. Nach W, S und O ist der Burghügel von einem Graben mit außen vorgelagertem Wall umgeben. Wallhöhe von Grabensohle bis Wallkrone ca. 2,0 m. Höhe des Burghügels bis zur Grabensohle ca. 2,2 m. Hervorragende Erhaltung der gesamten Anlage. Bei der Begehung 10/1983 fand sich auf dem Burghügel spätmittelalterliche grautonige Keramik, gebrannter Lehm und Ziegelbruch. | 28928011 | Weitere Bilder |
| 52° 23′ 4″ N, 10° 45′ 40″ O | Wolfsburg 2, Schalenstein  | Innerhalb eines Wölbackerfeldes ein Findling von unregelmäßiger Form. Größte Länge 1,1 m, Breite 0,9 m. In der Oberfläche über 50 kleine, künstliche schälchenförmige Eintiefungen, deren Durchmesser um 5 cm und Tiefe 2 – 4 cm beträgt. Der Stein ist in den Boden so weit eingetieft, dass nur die Oberfläche herausschaut. Zum Schutz vor Beschädigungen wurde 1992 ein Zaun um den Schälchenstein errichtet. | 28928012 | BW             |